# (72529) 2001 DT96
(72529) 2001 DT96 – planetoida z pasa głównego asteroid okrążająca Słońce w ciągu 3,73 lat w średniej odległości 2,4 j.a. Została odkryta 17 lutego 2001 roku w programie LINEAR.